# Carly Lauren
Carly Lauren (n. West Hills, California, 3 de julio de 1990) es una modelo estadounidense que ha protagonizado el póster central de la revista Playboy.

## Biografía

### Carrera
Lauren desde pequeña ha realizado sus estudios en una escuela femenina en West Hills y ha logrado tener una alta calificación durante esos años terminando en este, al cumplir 15 años de edad ha querido aparecer en los pósteres oficiales de Playboy y también se ha dado su más grande inspiración Anna Nicole Smith.
Empezó a ser fotografiada en el mes marzo por el fotógrafo Josh Ryan y luego de 7 meses fue escogida como la Playmate del mes octubre rápidamente.

### Vida personal
Carly desde muy pequeña estudiaba en la escuela West Hills School por un breve periodo y también finalizando todos sus estudios en este.
Tiene una hermana menor Kira Lauren la cual considera como su mejor amiga.